# Trận Giới Kiều
Trận Giới Kiều (chữ Hán: 界桥之战, Giới Kiều chi chiến) là trận đánh diễn ra năm 191 thời Đông Hán trong lịch sử Trung Quốc, giữa hai thế lực quân phiệt Viên Thiệu và Công Tôn Toản.

## Hoàn cảnh và nguyên nhân
Viên Thuật và Viên Thiệu gây nhau, Thuật mượn quân của Công Tôn Toản, cho đi giúp Tôn Kiên đánh bộ tướng của Viên Thiệu là Chu Hân. Công Tôn Việt trúng tên của quân Viên Thiệu và tử trận. Công Tôn Toản hận Thiệu giết em mình.
Toản dâng biểu cho Đổng Trác, kể tội họ Viên, rồi khởi binh đánh các quận Ký châu để mở rộng địa bàn. Nhiều nơi bỏ Thiệu theo hàng ông. Năm 191, Viên Thiệu tiến đánh Công Tôn Toản, 2 bên gặp nhau ở phía nam Giới Kiều, cách cầu 20 dặm.

## Tương quan lực lượng
Quân bộ của Toản có hơn 3 vạn, bày trận hình vuông; quân kỵ ở 2 bên đều có hơn 5000; quân "bạch mã nghĩa tòng" (cưỡi ngựa trắng) làm trung quân, cờ xí mũ giáp sáng rợp trời đất.
Viên Thiệu sai Khúc Nghĩa đem 800 quân làm tiền phong, cùng 1000 quân cung nỏ đi theo, Thiệu tự dẫn mấy vạn quân bộ bày trận ở sau. Nghĩa lâu ngày ở Lương châu, hiểu quen cách đánh trận của người Khương, quân sĩ đều kiêu dũng.

## Diễn biến

### Khúc Nghĩa dùng nỏ phá kỵ binh
Công Tôn Toản thấy quân của Khúc Nghĩa ít, liền phái Thứ sử Ký châu Nghiêm Cương (嚴綱) dẫn kỵ binh xông lên. Quân của Nghĩa nép dưới khiên, khi địch đến cách mấy chục bước thì đồng loạt đứng dậy, tung bụi hô to, dùng nỏ lớn cũng bắn. Nghiêm Cương tử trận, quân của Toản tan vỡ, chết hơn nghìn người, bỏ chạy.
Khúc Nghĩa đuổi theo đến Giới Kiều, hậu quân của Công Tôn Toản quay lại đánh nhau ở trên cầu. Nghĩa đánh lui chúng, rồi đến trại của Toản, nhổ phá cửa trại, quân còn lại trong trại đều tan chạy.

### Viên Thiệu bị tập kích
Viên Thiệu ở phía sau, cách cầu mấy chục dặm, thấy Toản đã vỡ trận thì không thèm phòng bị, xuống ngựa cởi yên, chỉ đặt mấy chục cây nỏ cứng ở dưới trướng, hơn 100 quân cầm kích lớn đi theo.
Lúc đó có hơn 2000 quân kỵ của Công Tôn Toản bất thần xông đến, vây Thiệu mấy vòng, tên bắn như mưa. Điền Phong đỡ Thiệu muốn trốn vào sau tường, Thiệu cởi mũ trụ ném xuống đất nói: "Đại trượng phu nên đánh đến chết, lại thèm trốn sau tường để được sống sao?" Khúc Nghĩa quay lại cứu Thiệu, quân của Toản tan chạy.

## Kết quả
Viên Thiệu thắng trận, ngăn chặn được thế của Công Tôn Toản tiến xuống phía Nam. Nhưng chiến tranh giữa Thiệu và Công Tôn Toản vẫn tiếp tục kéo dài đến tận năm 199.
Khúc Nghĩa sau đó cậy mình có công, tỏ ra kiêu ngạo, rồi bị Viên Thiệu giết.